# 小川郵便局 (奈良県)
小川郵便局（おがわゆうびんきょく）は奈良県吉野郡東吉野村にある郵便局。民営化前の分類では集配特定郵便局であった。

## 概要
住所：〒633-2499奈良県吉野郡東吉野村小川1794
かつては東吉野村一部地域を担う集配郵便局であったが、民営化前の集配局再編の際に当局は配達センターとされたため、民営化後も郵便事業株式会社の支店は併設されず、集配センターが併設された。

## 沿革
- 1874年（明治7年）7月 - 鷲家口（わしかぐち）郵便取扱所として開設[1]。
- 1875年（明治8年）1月1日 - 五等郵便局になる[1]。
- 1885年（明治18年）10月1日 - 貯金業務開始[1]。
- 1886年（明治19年）4月26日 - 三等郵便局になる[1]。
- 1890年（明治23年）10月16日 - 為替業務を開始[1]。
- 1902年（明治35年）2月16日 - 鷲家口郵便電信局になる[1]。
- 1903年（明治36年）4月1日 - 通信官署官制の施行に伴い鷲家口郵便局になる[1]。
- 1911年（明治44年）2月21日 - 小川郵便局に改称[1]。
- 2007年（平成19年）3月5日 - ゆうゆう窓口（郵便時間外窓口）を廃止し、配達センター局に移行。と同時に、高見郵便局から「633-23xx」区域の集配業務を移管。
- 2007年（平成19年）10月1日 - 民営化に伴い、併設された郵便事業桜井支店小川集配センターに一部業務を移管。
- 2012年（平成24年）10月1日 - 日本郵便株式会社発足に伴い、郵便事業桜井支店小川集配センターを小川郵便局に統合。

## 取扱内容
- 郵便、印紙、ゆうパック、内容証明
- 貯金、為替、振替、振込、国債、国際送金
- 生命保険、バイク自賠責保険、がん保険
- ゆうちょ銀行ATM
- 東吉野村全域の集配業務

## 風景印
- 図柄はニホンオオカミ終焉の石碑と高見川と吉野杉。局名表記は「奈良　小川」
- 使用開始日は2001年（平成13年）10月25日

## 周辺
- 伊勢街道
- 千代橋
- ニホンオオカミ終焉の地石碑
- 東吉野村役場
- 天誅義士の墓
- 東吉野村立東吉野小学校

## アクセス
- 駐車場あり・2台